# 伊藤元久
伊藤 元久（いとう もとひさ、1949年3月 - ）は、日本の農林水産技官。元財団法人日本穀物検定協会理事長。

## 人物・経歴
栃木県今市市（現日光市）の農家に生まれる。1971年宇都宮大学農学部卒業、農林省入省。食糧庁計画流通部業務流通課長、食糧庁大阪食糧事務所長等を経て、2001年財団法人日本穀物検定協会業務参事。2002年財団法人日本穀物検定協会業務常務理事。2006年から財団法人日本穀物検定協会理事長を務め、残留農薬等に関するポジティブリスト制度への対応などにあたった。2015年一身上の都合により任期を1年残して退任し、一般財団法人日本穀物検定協会相談役に就任。この間、一般社団法人日本精米工業会理事なども務めた。令和2年春の叙勲で瑞宝小綬章受章。